# Ruth Belville

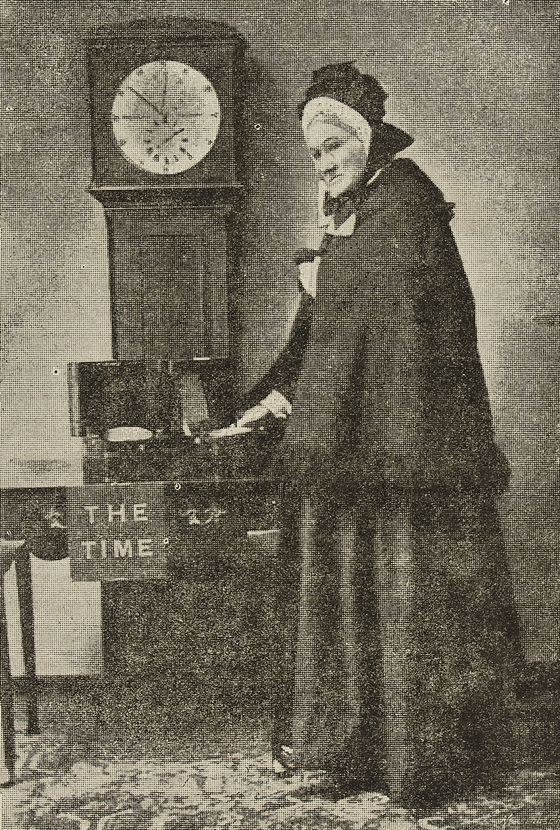
Maria Belville, mare de Ruth Belville

Ruth Belville (Londres, 5 de març de 1854 – 7 de desembre de 1943), també coneguda com la Dama del Temps de Greenwich, va ser una empresària anglesa. Ella, la seva mare Mary i el seu pare John Henry venien a la gent el temps. Això ho feien mitjançant la sincronització del seu rellotge amb l'hora del rellotge de l'Observatori Reial de Greenwich i després venent a la gent el poder de consultar-ho.

## Història
El pare de Ruth Belville, John Henry Belville, va crear un servei per a 200 clients el 1836. Cada matí, John Henry anava a l'Observatori Reial de Greenwich, on havia treballat, i posava el seu rellotge en hora amb el de Greenwich. A continuació, partia en la seva calessa i sincronitzava els rellotges dels clients amb el seu.
John Henry va continuar aquest servei fins a la seva mort el 1856. La seva vídua, Mary, es va fer càrrec del negoci i va continuar al seu càrrec fins a la seva jubilació el 1892, amb vuitanta anys. La filla, Ruth Belville, es va fer càrrec de l'empresa aquest any, fins a 1940, moment en què la segona guerra mundial ja havia començat. Belville sobrepassava els vuitanta anys quan es va retirar i va morir als 89 anys.
El rellotge utilitzat per la companyia va ser un John Arnold de butxaca amb cronòmetre, modelo número 485/786, anomenat "Arnold". Va ser fabricat originalment per al duc de Sussex amb caixa d'or. Quan John Henry el va rebre el va canviar a una caixa de plata perquè estava preocupat pel possible robatori d'un rellotge d'or. Quan Ruth va morir, el rellotge es va quedar al Gremi de Rellotgers de Londres.

## Crítica
El negoci de Belville va caure en picat des que St John Wynne, un director de la Standard Time Company, va posar a la venda un servei d'hora per telegrafia i es va convertir en el principal competidor de Belville. Wynne va fer un discurs en el United Wards Club atacant Belville i fent veure «que el seu mètode estava increïblement obsolet». També va insinuar que «ella havia usat la seva feminitat en els negocis».
El discurs va ser publicat en el diari The Times, però l'article no va esmentar a la Standard Time Company i el fet que ell era el competidor de Belville. Arran dels comentaris publicats, Belville va ser increpada pel seu negoci i també pel possible escàndol, que quedava implícit en el discurs de Wynne. No obstant això, Belville va gestionar la situació i ho va convertir en publicitat i en un increment de les vendes. Belville va dir que tot el que havia fet Wynne va ser donar-li publicitat gratuïta.